# David Sánchez (sztangista)
David Sánchez López (ur. 20 lipca 1994 w El Ejido) – hiszpański sztangista, olimpijczyk z Rio de Janeiro 2016 i z Tokio 2020, brązowy medalista mistrzostw Europy.

## Udział w zawodach międzynarodowych
| Impreza                                   | Rok  | Miejsce        | Kategoria | Wynik  | Wynik   |
| Impreza                                   | Rok  | Miejsce        | Kategoria | Dwubój | Miejsce |
| ----------------------------------------- | ---- | -------------- | --------- | ------ | ------- |
| Igrzyska olimpijskie                      | 2016 | Rio de Janeiro | do 69 kg  | 317    | 10.     |
| Igrzyska olimpijskie                      | 2020 | Tokio          | do 73 kg  | 323    | 10.     |
| Mistrzostwa świata                        | 2014 | Ałmaty         | do 69 kg  | 312    | 14.     |
| Mistrzostwa świata                        | 2015 | Houston        | do 69 kg  | 310    | 18.     |
| Mistrzostwa świata                        | 2017 | Anaheim        | do 69 kg  | 305    | 10.     |
| Mistrzostwa świata                        | 2018 | Aszchabad      | do 73 kg  | 323    | 15.     |
| Mistrzostwa świata                        | 2019 | Pattaya        | do 73 kg  | 328    | 11.     |
| Mistrzostwa Europy w podnoszeniu ciężarów | 2017 | Split          | do 69 kg  | 313    | 4.      |
| Mistrzostwa Europy w podnoszeniu ciężarów | 2018 | Bukareszt      | do 69 kg  | 309    | brąz    |
| Mistrzostwa Europy w podnoszeniu ciężarów | 2019 | Batumi         | do 73 kg  | 330    | 4.      |
| Mistrzostwa Europy w podnoszeniu ciężarów | 2021 | Moskwa         | do 73 kg  | 332    | 5.      |